# Marcel Guillaume
Pour les articles homonymes, voir Guillaume.
Marcel Guillaume, né le 17 octobre 1872 à Épernay et mort le 10 février 1963 à Bayeux, est un célèbre commissaire de police français.

## Biographie

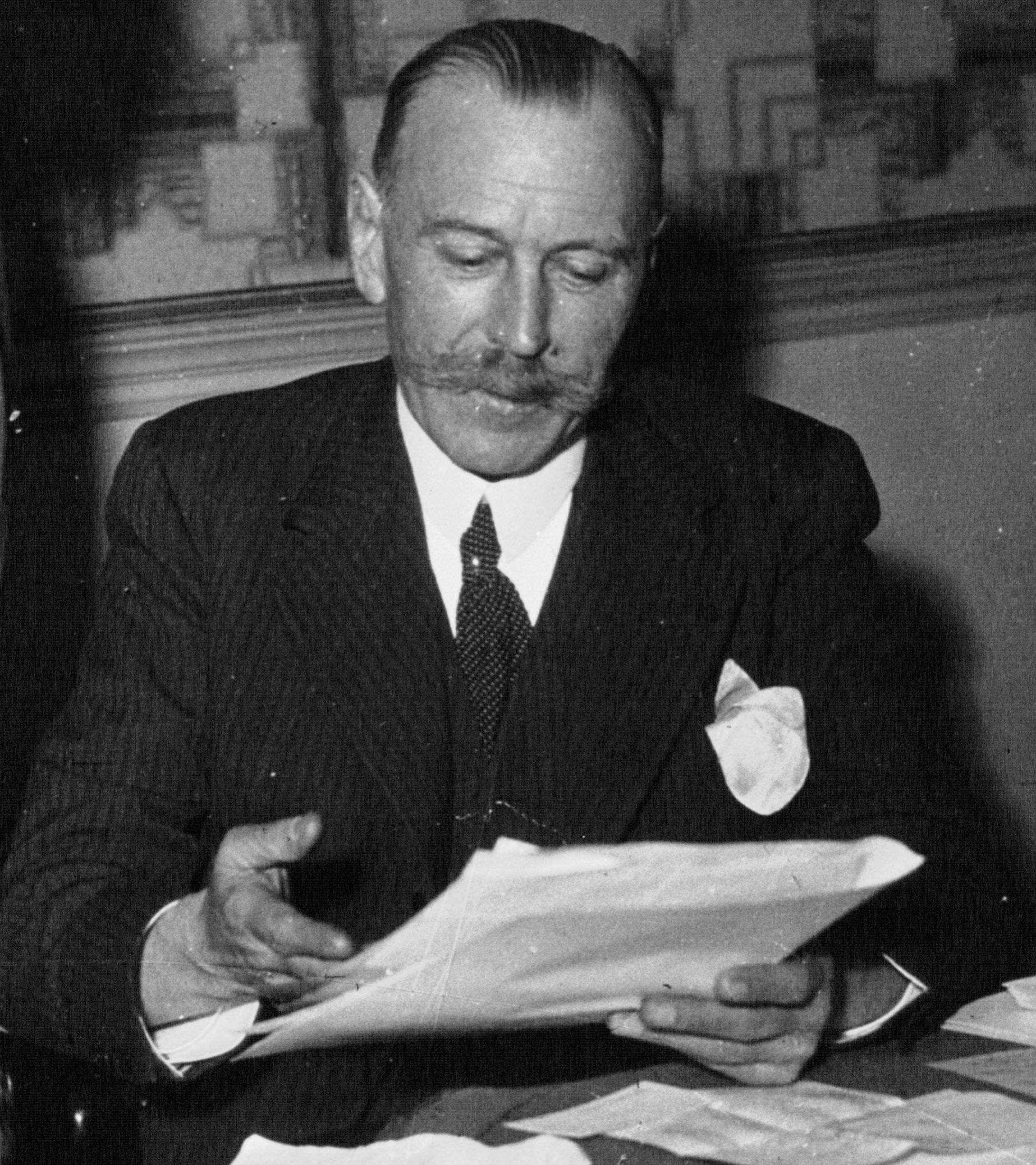
Le commissaire Guillaume en 1937.

Ses parents tiennent une mercerie à Reims. Peu doué pour les études, Marcel Guillaume devient apprenti épicier, puis tente une carrière dans l'armée où il s'engage quatre ans et enfin dans l'administration. Marcel Guillaume épouse le 25 avril 1899 dans le XVe arrondissement de Paris, Élise Émilie Duponnois, la fille du commissaire de police François, Victor Amédée Duponnois. Ce mariage et les relations de son beau-père vont changer sa situation professionnelle. 
En janvier 1900, Marcel Guillaume entre dans la police comme enquêteur-stagiaire, au commissariat du quartier de la Chapelle. Il monte progressivement tous les échelons, passant des concours administratifs et devient commissaire en 1913. En 1928, il est nommé commissaire-divisionnaire au Quai des Orfèvres, où il dirige la célèbre brigade criminelle (appelée alors Brigade spéciale 1) de 1930 jusqu'à sa retraite en 1937. Il conduit la plupart des affaires criminelles parisiennes, comme celle de la bande à Bonnot et de l'entre-deux-guerres : Landru, l'affaire Mestorino, Paul Gorgulov, l'assassin du président Paul Doumer, ou l'affaire Prince après la suspension de l'inspecteur Pierre Bonny. Il s'occupe de l'affaire Violette Nozière dont il est le seul à croire la version des faits. Il est un des rares policiers à être contre la peine de mort.
La presse populaire le surnomme « l'As de la PJ ». 

### Ami de Georges Simenon
En 1937, Georges Simenon a reconnu s'être inspiré très librement de Marcel Guillaume pour créer le célèbre personnage du commissaire Maigret. Les premiers Maigret sont des succès, mais le directeur de la Police judiciaire Xavier Guichard les trouve entachés d'erreurs : il montre par exemple un commissaire de police parisien qui mène des enquêtes en province (jusqu'en 1966, un policier parisien n'avait aucun droit ni pouvoir, hors du département de la Seine) voire à l'étranger (comme dans Un crime en Hollande ou Le pendu de Saint Pholien), ou qui mène ses filatures seul. Au début des années 1930, Guichard fait visiter à Simenon le quai des Orfèvres et lui présente le commissaire Guillaume. Ce dernier montre alors à l'écrivain ses méthodes d’investigation et notamment sa psychologie fine pour faire avouer les coupables (notamment l'« interrogatoire à la chansonnette » du joaillier Charles Mestorino). Par la suite, ils deviennent même de vrais amis et Simenon tire de nombreux renseignements de leurs conversations. Xavier Guichard apparaît dans les romans de Georges Simenon en tant que supérieur et protecteur de Jules Maigret tandis que l'inspecteur Février, un collaborateur de Guillaume, devient « l'inspecteur Janvier » dans les Maigret. Simenon reconnaît aussi s'être inspiré du successeur de Guillaume, le commissaire Massu,.

### Retraite
À 65 ans, tout en le regrettant, il doit partir à la retraite et ouvre une agence de détective privé.
En 1945, Marcel Guillaume intègre le groupe d'investigateurs chargés de l'enquête sur la mort d'Adolf Hitler à Berlin.
Une fois en retraite définitive, Marcel Guillaume se retire à Tribehou, dans le département de la Manche, et publie ses mémoires sous la forme d'un feuilleton dans le quotidien Paris-Soir (48 articles parus en 1937).  
Le commissaire Marcel Guillaume s'éteint dans sa 91e année, le 10 février 1963 à Bayeux, dans le Calvados.

## Publications
- Mémoires – 37 ans avec la pègre, Éditions de France, 1938.
- Mes grandes enquêtes criminelles. Mémoires du commissaire Marcel Guillaume - De la bande à Bonnot à l'affaire Stavisky, Éditions des Équateurs, 2005.  (ISBN 2-84990-031-1)
- Mémoires – 37 ans avec la pègre, édition présentée et annotée par Laurent Joly, chargé de recherche au CNRS, Éditions des Équateurs, 2007.  (ISBN 978-2-84990-067-3)